# U 65 (U-Boot, 1940)
U 65 war ein deutsches U-Boot vom Typ IX B, das im Zweiten Weltkrieg von der deutschen Kriegsmarine eingesetzt wurde.

## Geschichte
Der Auftrag für das Boot wurde am 16. Juli 1937 an die AG Weser in Bremen vergeben. Die Kiellegung erfolgte am 6. Dezember 1938, der Stapellauf am 6. November 1939, die Indienststellung unter Kapitänleutnant Hans-Gerrit von Stockhausen fand schließlich am 15. Februar 1940 statt.
Das Boot gehörte nach seiner Indienststellung am 15. Februar 1940 bis zu seiner Versenkung am 28. April 1941 als Ausbildungs- und Frontboot zur 2. U-Flottille in Wilhelmshaven.
U 65 unternahm während seiner Dienstzeit sechs Feindfahrten, auf denen es 13 Schiffe mit einer Gesamttonnage von 68.738 BRT versenken und drei mit einer Gesamttonnage von 22.490 BRT beschädigen konnte.

## Einsatzstatistik

### Erste Feindfahrt
Das Boot lief am 9. April 1940 um 15.30 Uhr zum Unternehmen Weserübung von Wilhelmshaven aus und lief am 14. Mai 1940 um 0.30 Uhr wieder dort ein. Auf dieser 35 Tage dauernden und 4583 sm über und 877 sm unter Wasser langen Unternehmung vor dem Westfjord und südwestlich der Lofoten, wurden keine Schiffe versenkt oder beschädigt.

### Zweite Feindfahrt
Das Boot lief am 8. Juni 1940 um 6.00 Uhr von Wilhelmshaven aus und lief am 7. Juli 1940 um 18.00 Uhr wieder dort ein. Es lief am 11. Juni 1940 um 23.27 Uhr, nach Störungen im Tauchbunker, in Bergen ein und lief am 13. Juni 1940 um 11.00 Uhr wieder von dort aus. Auf dieser 30 Tage dauernden und 5.880 sm über und 491 sm unter Wasser langen Unternehmung in den Nordatlantik, dem Nordkanal, der Biscaya und Kap Finisterre, wurden zwei Schiffe mit 4.890 BRT versenkt und zwei Schiffe mit 13.958 BRT beschädigt.
- 21. Juni 1940: Versenkung des niederländischen Dampfers Berenice (Lage) mit 1.177 BRT. Der Dampfer wurde durch einen Torpedo versenkt. Er hatte 1.000 t Manganerz geladen und befand sich auf dem Weg von Istanbul nach Amsterdam. Es gab 39 Tote und acht Überlebende.
- 22. Juni 1940: Versenkung des französischen Dampfers Amienois mit 3.713 BRT. Der Dampfer wurde durch einen G7e-Torpedo versenkt. Er fuhr mit einer Marinebesatzung und kam von Bordeaux. Es war ein Totalverlust.
- 20. Juni 1940: Beschädigung des britischen Dampfers Clan Ogilvy mit 5.802 BRT. Der Dampfer wurde von zwei Torpedos beschädigt. Das Schiff wurde am 21. März 1942 von U 105 versenkt. Es gehörte zum Konvoi SL-36.
- 1. Juli 1940: Beschädigung des niederländischen Dampfers Amstelland mit 8.156 BRT. Der Dampfer wurde durch einen Torpedo beschädigt. Es fuhr in Ballast und war auf dem Weg von London nach Buenos Aires. Es gab einen Toten und 40 Überlebende. Das Schiff wurde am 28. Februar 1941 von deutschen Flugzeugen versenkt. Es gehörte zum Konvoi OA-175.

### Dritte Feindfahrt
Das Boot lief am 8. August 1940 um 5.30 Uhr von Wilhelmshaven aus und lief am 19. August 1940 in Lorient ein. Auf dieser zwölf Tage dauernden Sonderunternehmung (Unternehmen „Taube“) sollten zwei Agenten, Seán Russell und Frank Ryan, an der irischen Küste abgesetzt werden, was daran scheiterte, dass Russell während der Überfahrt starb. Es wurden keine Schiffe versenkt oder beschädigt.
Das Boot verlegte zur Reparatur am 21. August 1940 von Lorient nach Brest, wo es am 22. August 1940 eintraf.

### Vierte Feindfahrt
Das Boot lief am 28. August 1940 um 21.20 Uhr von Brest aus und lief am 25. September 1940 um 10.24 Uhr in Lorient ein. Auf dieser 28 Tage dauernden und 7.542 sm über und 379 sm unter Wasser langen Unternehmung in den Nordatlantik, westlich der Hebriden, wurden zwei Schiffe mit 10.192 BRT versenkt.
- 15. September 1940: Versenkung des norwegischen Motorschiffes Hird (Lage) mit 4.950 BRT. Das Schiff wurde durch einen Torpedo versenkt. Es hatte 8.101 t Stückgut inklusive Geigenholz und 197 t Kohlenstoff geladen und befand sich auf dem Weg von Panama nach Manchester. Das Schiff gehörte zum Konvoi SC-3.
- 17. September 1940: Versenkung des britischen Dampfers Tregenna (Lage) mit 5.242 BRT. Der Dampfer wurde durch einen Torpedo versenkt. Er hatte 8.000 t Stahl geladen und befand sich auf dem Weg von Philadelphia über Halifax nach Newport. Das Schiff gehörte zum Konvoi HX-71 mit 34 Schiffen. Es gab 33 Tote und vier Überlebende.

### Fünfte Feindfahrt
Das Boot lief am 15. Oktober 1940 um 16.00 Uhr von Lorient aus und lief am 10. Januar 1941 um 18.00 Uhr wieder dort ein. Das Boot wurde vom 7. bis zum 9. Dezember 1940 von deutschen Versorger Nordmark versorgt. Auf dieser 88 Tage dauernden und 18.776,5 sm langen Unternehmung in den Mittelatlantik und vor Freetown, wurden acht Schiffe mit 47.785 BRT versenkt und ein Schiff mit 8.532 BRT beschädigt.
- 15. November 1940: Versenkung des britischen Dampfers Kohinur (Lage) mit 5.168 BRT. Der Dampfer wurde durch einen Torpedo versenkt. Er hatte Kriegsmaterial geladen und befand sich auf dem Weg von Port Talbot nach Alexandria und Port Said. Das Schiff gehörte zu dem aufgelösten Konvoi OB-235 mit 32 Schiffen. Es gab 48 Tote und 37 Überlebende. Ein Mann des Schiffes wurde von U 65 gefangen genommen.
- 15. November 1940: Versenkung des norwegischen Tankers Havbør (Lage) mit 7.614 BRT. Der Tanker wurde durch einen Torpedo versenkt. Es hatte 11.500 t Roh- und Raffinerieöl geladen und befand sich auf dem Weg nach Großbritannien. Es gab 19 Tote und vier Überlebende.
- 16. November 1940: Versenkung des britischen Dampfers Fabian (Lage) mit 3.059 BRT. Der Dampfer wurde durch einen Torpedo und Artillerie versenkt. Er hatte 4.000 t Stückgut geladen und war auf dem Weg von Liverpool über Kapstadt nach Port Said und Istanbul. Das Schiff gehörte zum aufgelösten Konvoi OB-234 mit 26 Schiffen. Es gab sechs Tote und 33 Überlebende.
- 18. November 1940: Versenkung des britischen Tankers Congonian (Lage) mit 5.065 BRT. Der Tanker wurde durch zwei Torpedos versenkt. Er fuhr in Ballast und war auf dem Weg von Liverpool nach Freetown (Sierra Leone). Es gab einen Toten und 35 Überlebende.
- 21. Dezember 1940: Versenkung des panamaischen Tankers Charles Pratt (Lage) mit 8.892 BRT. Der Tanker wurde durch zwei Torpedos versenkt. Er hatte 14.800 t Heizöl geladen und befand sich auf dem Weg Aruba nach Freetown (Sierra Leone). Es gab zwei Tote und 50 Überlebende.
- 24. Dezember 1940: Versenkung des britischen Tankers British Premier (Lage) mit 5.872 BRT. Der Tanker wurde durch zwei G7a-Torpedos versenkt. Er hatte 8.000 ts Rohöl geladen und war auf dem Weg von Abadan über Freetown nach Swansea. Das Schiff gehörte zum Konvoi SL-60 mit 31 Schiffen. Es gab 32 Tote und zwölf Überlebende.
- 27. Dezember 1940: Versenkung des norwegischen Dampfers Risanger (Lage) mit 5.445 BRT. Der Dampfer wurde durch einen Torpedo und Artillerie versenkt. Er hatte Kohle und Autos geladen und befand sich auf dem Weg nach Alexandria. Es gab keine Verluste.
- 31. Dezember 1940: Beschädigung des britischen Tankers British Zeal mit 8.532 BRT. Der Tanker wurde durch zwei Torpedos beschädigt. Er war auf dem Weg von Liverpool nach Freetown (Sierra Leone).
- 2. Januar 1941: Versenkung des britischen Dampfers Nalgora (Lage) mit 6.579 BRT. Der Dampfer wurde durch einen G7a-Torpedo und Artillerie versenkt. Er hatte Passagiere sowie Minenabwehrgeräte an Bord und befand sich auf dem Weg von Leith und Rosyth nach Aden und Alexandria. Das Schiff gehörte zum Konvoi OB-261 mit 41 Schiffen. Es gab keine Verluste und 105 Überlebende.

### Sechste Feindfahrt
Das Boot lief am 12. April 1941 um 18.00 Uhr von Lorient aus und wurde am 28. April 1941 im Nordatlantik versenkt. Auf dieser 16 Tage dauernden Unternehmung in den Nordatlantik, südwestlich von Island, wurde ein Schiff mit 2.564 BRT versenkt.
- 27. April 1941: Versenkung des britischen Dampfers Henri Mory mit 2.564 BRT. Der Dampfer wurde durch einen Torpedo versenkt. Er hatte 3.150 t Eisenerz geladen und befand sich auf dem Weg von Pepel (Sierra Leone) über Freetown (Sierra Leone) nach Barrow. Das Schiff gehörte zum aufgelösten Konvoi SL-68 mit 59 Schiffen. Es gab 28 Tote und vier Überlebende.

## Verbleib
Am 28. April 1941 wurde U 65 im Nordatlantik südöstlich von Island während des Angriffs auf den Geleitzug HX 121 durch Wasserbomben des britischen Flottillenführers Douglas auf der Position 59° 51′ N, 15° 30′ W im Marine-Planquadrat AM 1314 versenkt. Alle 50 Besatzungsmitglieder kamen dabei ums Leben. Die Versenkung wurde zunächst der britischen Korvette Gladiolus zugeschrieben und auf den 29. April datiert, aber auf Grund von Nachkriegsrecherchen revidiert.
Vor der Versenkung hatte U 65 während seiner Dienstzeit keine Besatzungsmitglieder verloren.